# Нико Хилкенберг
Николас Нико Хилкенберг (19. август 1987, Емерих на Рајни), често правописно неправилно „Хулкенберг”, је немачки професионални аутомобилиста и возач формуле 1, који вози за Хаас Ф1. Године 2015, возио је двије рунде Свјетског такмичења у издржљивости за Порше, освојивши 24 сата Ле Мана у свом првом наступу. Године 2009 освојио је ГП2 шампионат, док је претходно освојио шампионат Формуле 3 и А1 гран прија. Један је од пет возача који су освојили ГП2 серију у својој дебитантској сезони; осим њега то су успјели Луис Хамилтон, Нико Розберг, Шарл Леклер и Џорџ Расел. Хилкенберг држи рекорд за највише наступа у формули 1 за возача који ниједну трку није завршио на подијуму. Рекорд је поставио на Великој награди Сингапура 2017, када није успио да заврши на подијуму 129 трку, срушивши претходни рекорд Адријана Зутила од 128 трка.
Каријеру у формули 1 почео је у сезони 2010, у Вилијамсу. Упркос томе што је остварио прву пол позицију за тим након пет година, није му продужен уговор за сезону 2011 и прешао је у Форс Индију као тест и резервни возач. У сезони 2012, промовисан је у возача тима, заједно са Полом ди Рестом. У сезони 2013 возио је за Заубер, гдје му је сувозач био Естебан Гутијерез. У сезони 2014 вратио се у Форс Индију, гдје је остао до краја сезоне 2016, након чега је прешао у Рено за сезону. У сезони 2017 сувозач му је био Џолион Палмер на првих 16 трка, након чега га је замијенио Карлос Саинс млађи, који је остао у тиму и за сезону 2018, док му је од сезоне 2019 сувозач Данијел Рикардо.